# 帶來洞主
帶來洞主，中国古典通俗历史小説《三国演義》登場的虚构人物。传説上火神祝融氏的後裔。
帶來洞主是孟獲之妻祝融夫人的弟弟，为八番部长。孟獲第五次被诸葛亮释放后，逃到老家银坑洞。帶來洞主向孟獲推荐木鹿大王，驱赶猛兽，抵抗蜀軍。诸葛亮击败木鹿大王，帶來洞主捆绑孟獲夫妻向诸葛亮诈降，想要趁机刺杀诸葛亮，结果被诸葛亮识破，第六次擒获孟獲。孟獲第六次被诸葛亮释放后，帶來洞主又推荐乌戈国主兀突骨率领的藤甲军，最后战敗。帶來洞主随孟獲夫妻归順蜀汉。